# Chadwick End
Chadwick End är en by och en civil parish i Solihull i West Midlands i England. Skapad 1 april 2014.